# Jaume el Just

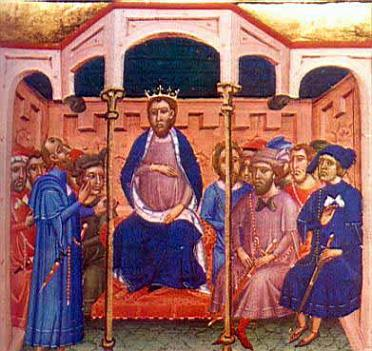
Jaume II, presidint les Corts de Barcelona

|  | Per a altres significats, vegeu «Jaume el Just (sant)». |

Jaume el Just, anomenat també Jaume II d'Aragó (València, Regne de València, 10 d'agost del 1267 - Barcelona, Principat de Catalunya, 2 de novembre del 1327; en aragonès: Chaime, en llatí: Jacobus), fou sobirà de la Corona d'Aragó amb els títols principals de comte de Barcelona, rei d'Aragó i de València (1291-1327), i també rei de Sicília (1285-1296), de Mallorca (1291-1295) i de Sardenya (1324-1327). Per la pau d'Anagni (1295) el Sant Pare li concedí vitalíciament els títols honorífics de «senyaler, almirall i capità general de l'Església de Roma».

## Antecedents familiars
Fou el segon fill de Pere el Gran i la seva muller Constança de Sicília, i germà i successor d'Alfons el Franc (1291) al tron de la corona d'Aragó. Va ser batejat a l'església de Constantí.
|  |                                     |  |  |  |  |  |  |  |  |  |  |  |  |  |  |  |
|  | 16. Alfons II d'Aragó (el Cast)     |  |  |  |  |  |  |  |  |  |  |  |  |  |  |  |
|  |                                     |  |  |  |  |  |  |  |  |  |  |  |  |  |  |  |
|  |                                     |  |  |  |  |  |  |  |  |  |  |  |  |  |  |  |
|  | 8. Pere II d'Aragó (el Catòlic)     |  |  |  |  |  |  |  |  |  |  |  |  |  |  |  |
|  |                                     |  |  |  |  |  |  |  |  |  |  |  |  |  |  |  |
|  |                                     |  |  |  |  |  |  |  |  |  |  |  |  |  |  |  |
|  | 17. Sança de Castella               |  |  |  |  |  |  |  |  |  |  |  |  |  |  |  |
|  |                                     |  |  |  |  |  |  |  |  |  |  |  |  |  |  |  |
|  |                                     |  |  |  |  |  |  |  |  |  |  |  |  |  |  |  |
|  | 4. Jaume I d'Aragó (el Conqueridor) |  |  |  |  |  |  |  |  |  |  |  |  |  |  |  |
|  |                                     |  |  |  |  |  |  |  |  |  |  |  |  |  |  |  |
|  |                                     |  |  |  |  |  |  |  |  |  |  |  |  |  |  |  |
|  | 18. Guilhèm VIII de Montpeller      |  |  |  |  |  |  |  |  |  |  |  |  |  |  |  |
|  |                                     |  |  |  |  |  |  |  |  |  |  |  |  |  |  |  |
|  |                                     |  |  |  |  |  |  |  |  |  |  |  |  |  |  |  |
|  | 9. Maria de Montpeller              |  |  |  |  |  |  |  |  |  |  |  |  |  |  |  |
|  |                                     |  |  |  |  |  |  |  |  |  |  |  |  |  |  |  |
|  |                                     |  |  |  |  |  |  |  |  |  |  |  |  |  |  |  |
|  | 19. Eudòxia Comnena                 |  |  |  |  |  |  |  |  |  |  |  |  |  |  |  |
|  |                                     |  |  |  |  |  |  |  |  |  |  |  |  |  |  |  |
|  |                                     |  |  |  |  |  |  |  |  |  |  |  |  |  |  |  |
|  | 2. Pere III d'Aragó (el Gran)       |  |  |  |  |  |  |  |  |  |  |  |  |  |  |  |
|  |                                     |  |  |  |  |  |  |  |  |  |  |  |  |  |  |  |
|  |                                     |  |  |  |  |  |  |  |  |  |  |  |  |  |  |  |
|  | 20. Béla III d'Hongria              |  |  |  |  |  |  |  |  |  |  |  |  |  |  |  |
|  |                                     |  |  |  |  |  |  |  |  |  |  |  |  |  |  |  |
|  |                                     |  |  |  |  |  |  |  |  |  |  |  |  |  |  |  |
|  | 10. Andreu II d'Hongria             |  |  |  |  |  |  |  |  |  |  |  |  |  |  |  |
|  |                                     |  |  |  |  |  |  |  |  |  |  |  |  |  |  |  |
|  |                                     |  |  |  |  |  |  |  |  |  |  |  |  |  |  |  |
|  | 21. Agnès d'Antioquia               |  |  |  |  |  |  |  |  |  |  |  |  |  |  |  |
|  |                                     |  |  |  |  |  |  |  |  |  |  |  |  |  |  |  |
|  |                                     |  |  |  |  |  |  |  |  |  |  |  |  |  |  |  |
|  | 5. Violant d'Hongria                |  |  |  |  |  |  |  |  |  |  |  |  |  |  |  |
|  |                                     |  |  |  |  |  |  |  |  |  |  |  |  |  |  |  |
|  |                                     |  |  |  |  |  |  |  |  |  |  |  |  |  |  |  |
|  | 22. Pere II de Courtenay            |  |  |  |  |  |  |  |  |  |  |  |  |  |  |  |
|  |                                     |  |  |  |  |  |  |  |  |  |  |  |  |  |  |  |
|  |                                     |  |  |  |  |  |  |  |  |  |  |  |  |  |  |  |
|  | 11. Violant de Courtenay            |  |  |  |  |  |  |  |  |  |  |  |  |  |  |  |
|  |                                     |  |  |  |  |  |  |  |  |  |  |  |  |  |  |  |
|  |                                     |  |  |  |  |  |  |  |  |  |  |  |  |  |  |  |
|  | 23. Violant de Flandes              |  |  |  |  |  |  |  |  |  |  |  |  |  |  |  |
|  |                                     |  |  |  |  |  |  |  |  |  |  |  |  |  |  |  |
|  |                                     |  |  |  |  |  |  |  |  |  |  |  |  |  |  |  |
|  | 1. Jaume II d'Aragó (el Just)       |  |  |  |  |  |  |  |  |  |  |  |  |  |  |  |
|  |                                     |  |  |  |  |  |  |  |  |  |  |  |  |  |  |  |
|  |                                     |  |  |  |  |  |  |  |  |  |  |  |  |  |  |  |
|  | 24. Enric VI del Sacre Imperi       |  |  |  |  |  |  |  |  |  |  |  |  |  |  |  |
|  |                                     |  |  |  |  |  |  |  |  |  |  |  |  |  |  |  |
|  |                                     |  |  |  |  |  |  |  |  |  |  |  |  |  |  |  |
|  | 12. Frederic II del Sacre Imperi    |  |  |  |  |  |  |  |  |  |  |  |  |  |  |  |
|  |                                     |  |  |  |  |  |  |  |  |  |  |  |  |  |  |  |
|  |                                     |  |  |  |  |  |  |  |  |  |  |  |  |  |  |  |
|  | 25. Blanca de Castella              |  |  |  |  |  |  |  |  |  |  |  |  |  |  |  |
|  |                                     |  |  |  |  |  |  |  |  |  |  |  |  |  |  |  |
|  |                                     |  |  |  |  |  |  |  |  |  |  |  |  |  |  |  |
|  | 6. Manfred I de Sicília             |  |  |  |  |  |  |  |  |  |  |  |  |  |  |  |
|  |                                     |  |  |  |  |  |  |  |  |  |  |  |  |  |  |  |
|  |                                     |  |  |  |  |  |  |  |  |  |  |  |  |  |  |  |
|  | 26. ?                               |  |  |  |  |  |  |  |  |  |  |  |  |  |  |  |
|  |                                     |  |  |  |  |  |  |  |  |  |  |  |  |  |  |  |
|  |                                     |  |  |  |  |  |  |  |  |  |  |  |  |  |  |  |
|  | 13. Bianca Lancia                   |  |  |  |  |  |  |  |  |  |  |  |  |  |  |  |
|  |                                     |  |  |  |  |  |  |  |  |  |  |  |  |  |  |  |
|  |                                     |  |  |  |  |  |  |  |  |  |  |  |  |  |  |  |
|  | 27. ?                               |  |  |  |  |  |  |  |  |  |  |  |  |  |  |  |
|  |                                     |  |  |  |  |  |  |  |  |  |  |  |  |  |  |  |
|  |                                     |  |  |  |  |  |  |  |  |  |  |  |  |  |  |  |
|  | 3. Constança de Sicília             |  |  |  |  |  |  |  |  |  |  |  |  |  |  |  |
|  |                                     |  |  |  |  |  |  |  |  |  |  |  |  |  |  |  |
|  |                                     |  |  |  |  |  |  |  |  |  |  |  |  |  |  |  |
|  | 28. Tomàs I de Savoia               |  |  |  |  |  |  |  |  |  |  |  |  |  |  |  |
|  |                                     |  |  |  |  |  |  |  |  |  |  |  |  |  |  |  |
|  |                                     |  |  |  |  |  |  |  |  |  |  |  |  |  |  |  |
|  | 14. Amadeu IV de Savoia             |  |  |  |  |  |  |  |  |  |  |  |  |  |  |  |
|  |                                     |  |  |  |  |  |  |  |  |  |  |  |  |  |  |  |
|  |                                     |  |  |  |  |  |  |  |  |  |  |  |  |  |  |  |
|  | 29. Margarida de Ginebra            |  |  |  |  |  |  |  |  |  |  |  |  |  |  |  |
|  |                                     |  |  |  |  |  |  |  |  |  |  |  |  |  |  |  |
|  |                                     |  |  |  |  |  |  |  |  |  |  |  |  |  |  |  |
|  | 7. Beatriu de Savoia                |  |  |  |  |  |  |  |  |  |  |  |  |  |  |  |
|  |                                     |  |  |  |  |  |  |  |  |  |  |  |  |  |  |  |
|  |                                     |  |  |  |  |  |  |  |  |  |  |  |  |  |  |  |
|  | 30. Hug III de Borgonya             |  |  |  |  |  |  |  |  |  |  |  |  |  |  |  |
|  |                                     |  |  |  |  |  |  |  |  |  |  |  |  |  |  |  |
|  |                                     |  |  |  |  |  |  |  |  |  |  |  |  |  |  |  |
|  | 15. Anna de Borgonya                |  |  |  |  |  |  |  |  |  |  |  |  |  |  |  |
|  |                                     |  |  |  |  |  |  |  |  |  |  |  |  |  |  |  |
|  |                                     |  |  |  |  |  |  |  |  |  |  |  |  |  |  |  |
|  | 31. Beatriu d'Albon                 |  |  |  |  |  |  |  |  |  |  |  |  |  |  |  |
|  |                                     |  |  |  |  |  |  |  |  |  |  |  |  |  |  |  |
|  |                                     |  |  |  |  |  |  |  |  |  |  |  |  |  |  |  |

## Matrimoni i descendents
- 1. ∞ Isabel de Castella; 1291, 1 de desembre, Sòria. Matrimoni anul·lat el 1294.
- 2. ∞ Blanca d'Anjou  el 25 d'octubre de 1295 a Vilabertran (Alt Empordà).
  - 1. l'infant Jaume d'Aragó (1296-1334). Va renunciar als seus drets el 1331 i va refusar casar-se amb Elionor de Castella.[4]
  - 2. l'infant Alfons d'Aragó (1299-1336), rei d'Aragó i comte de Barcelona.
  - 3. la infanta Maria d'Aragó (1299-1347), casada amb Pere de Castella, fill de Sanç IV de Castella.
  - 4. la infanta Constança d'Aragó (1300-1327), que es va casar amb Dom Joan Manuel de Castella, nebot d'Alfons X de Castella.
  - 5. la infanta Elisabet d'Aragó (1302-1330), casada el 1315 amb Frederic I d'Habsburg.
  - 6. la infanta Blanca d'Aragó (1302-1348), religiosa.
  - 7. l'infant Joan d'Aragó (1304-1334), que va ser el primer arquebisbe de Toledo i després de Tarragona, i Patriarca d'Alexandria.
  - 8. l'infant Pere d'Aragó (1305-1381), comte de Ribagorça, Empúries i Prades.
  - 9. l'infant Ramon Berenguer d'Aragó (1308-1366), comte d'Empúries i Prades.
  - 10. la infanta Violant d'Aragó i d'Anjou (1310-1353), casada primer amb Felip de Tàrent, dèspota de Romània[5] i fill de Felip I de Tàrent, i després amb Lope de Luna, I comte de Luna.
- 3. ∞ Maria de Xipre; per poders el 15 de juny del 1315 a l'església de Santa Sofia de Nicòsia (Xipre), i en persona el 27 de novembre del mateix any a la catedral de Girona.
- 4. ∞ Elisenda de Montcada; 1322, 25 de desembre, Tarragona.

## Política externa

Escut d'armes de Jaume el Just com a rei de Sicília (1285-1296):
«escut quarterat: 1r i 4t en camper d'or quatre pals de gules (Barcelona); 2n i 3r en camper d'argent, dues àligues de sable coronades d'or (Sicília)»

Buscà la pau amb el Regne de Castella per tal de resoldre finalment el problema sicilià. Així, s'acordà el matrimoni entre Jaume II i Isabel de Castella, filla de Sanç IV de Castella, el 1291.
Després de la caiguda de Trípoli (1289), Enric II de Xipre va enviar al seu senescal Joan de Grailly a Europa per aconseguir ajuda per Acre i Jaume el Just va enviar cinc galeres, que es van sumar a un petit contingent de toscans i llombards, però la ciutat va caure el 1291. El 1292, moment especialment perillós per l'enemistat amb el papa, dels Anjou i de França, demana un tractat d'aliança al soldà al-Àixraf Khalil, el conqueridor de Sant Joan d'Acre, que després no va ratificar. El 1294, es va anul·lar el matrimoni amb Isabel de Castella, que només havia estat civil per manca de dispensa papal.

### La pau d'Anagni
Per la pau d'Anagni (1295), cedí Sicília a la Santa Seu (quan n'era papa Bonifaci VIII) i retornà les Balears a Jaume II de Mallorca. A canvi (1297), aconseguí del papa el dret de conquerir Sardenya com a feu pel qual calia pagar un lloguer (a Pisa i Gènova que també la pretenien); el tractat també incloïa Còrsega: però aquesta illa no s'arribarà a conquerir mai, només Alfons IV ho intentà sense èxit (1421). Per aquesta mateixa pau, es casà amb Blanca de Nàpols. Aquest matrimoni permeté l'alliberament dels fills de Carles II de Nàpols, que havien estat retinguts a Catalunya; a canvi, Carles II renunciava als drets sobre la Corona d'Aragó i rebia una indemnització de la Santa Seu.

### Pau de Caltabellota
El 1297, viatjà fins a Roma per rebre la investidura de Còrsega i Sardenya per part del papa Bonifaci VIII. Aquest el pressionà perquè intervingués en la lluita contra Frederic II de Sicília.
Aquesta lluita es va produir, sobretot en enfrontaments navals, fins que Jaume va abandonar i el seu germà Frederic va aconseguir assetjar l'exèrcit angeví i forçar Carles II d'Anjou a una capitulació: la pau de Caltabellotta (1302), per la qual Frederic II es mantenia al tron de Sicília.

### Sentència arbitral de Torrelles
Feu costat a Alfons de la Cerda, pretendent al tron castellà, contra Ferran IV de Castella, la qual cosa li permeté de conquerir Múrcia als castellans (1296) i signar amb Ferran IV de Castella la Sentència arbitral de Torrellas (1304), per la qual recuperà la part nord del Regne de Múrcia, que incorporà al Regne de València. Avui constitueix la part sud del País Valencià, amb pobles i ciutats com Alacant, Elda, Petrer, Novelda, Elx, Crevillent, Guardamar i Oriola (tots de parla catalana, excepte Elda). La part sud de Múrcia (amb la capital i Cartagena) va continuar en mans de Castella i, amb el pas dels segles, esdevindrà de parla castellana; tanmateix, en la parla popular, s'hi conserven multitud de paraules catalanes i molts murcians duen cognoms catalans.

### Senyaler, almirall i capità general de l'Església catòlica romana
Va cercar l'aliança amb el kans tàrtars (Ghaikatu) per reconquerir Terra Santa. Després de la caiguda del darrer reducte croat, Arwad, va trametre-hi Eymeric d'Usall en dues ocasions (1303-1304, 1305-1306) per rescatar fra Dalmau de Rocabertí, el darrer cap d'aquella guarnició. També va demanar al soldà Muhammad al-Nasir el lliurament de la Vera Creu i del sant Grial.
L'octubre del 1305 es va entrevistar a Montpeller amb el Papa Climent V i li va oferir per la croada contra els musulmans, la seva persona, les seves terres i el seu tresor, i per això, Ramon Llull pensava en ell com el rex bellator que havia d'unificar la cristiandat i culminar la croada.

### Croada d'al-Mariyya
Aliat amb Ferran IV de Castella pel tractat d'Alcalá de Henares, va participar en la Guerra castellanogranadina (1309-1319), impulsant la Croada d'al-Mariyya el 1309, però no va aconseguir conquerir la ciutat. L'intent responia a la política recomanada per fra Ramon Llull en el seu projecte Rex bellator de conquesta de Terra Santa.

### Conquesta de Sardenya
Conquerí Sardenya (1324) a la República de Pisa de manera efectiva i establí bases comercials a Xipre, Egipte i Constantinoble (Imperi Romà d'Orient). La conquesta de Sardenya per convertí l'antiga rivalitat comercial entre la Corona d'Aragó i la República de Gènova en guerra oberta, que acabà després de la mort de Jaume el Just en 19 de setembre de 1336, després d'haver-se establert una treva uns mesos abans amb la intervenció del Papa Benet XII.

## Política interna
Defensà Sibil·la i Hug VII de Mataplana, comtes del Pallars Sobirà, dels Coserans (1297) i per això el reconegueren com a senyor: el comtat de Pallars Sobirà esdevenia vassall directe del casal de Barcelona.
El 26 d'abril del 1313, d'acord amb el tractat de Poissy, Sanç I de Mallorca restitueix la Vall d'Aran a Jaume el Just.
El 1319, va fundar l'Orde de Montesa, orde militar que va incorporar part dels templers en ser suprimit l'Orde del Temple. El papa va permetre que, al Regne de València, els béns templers passessin a un orde de nova creació, que continués la seva tasca.
El 1320, la Croada dels pastors travessà els Pirineus i atacà les aljames de Jaca i Montclús. Jaume el Just actuà i envià un destacament per protegir els jueus, i l'infant Alfons manà penjar quaranta dels atacants d'Osca i els atacants es dirigiren a Tudela i Pamplona, on els jueus plantaren cara i els rebutjaren.
El 1321, incorporà la baronia d'Entença a la Corona, ja que Guillem d'Entença i de Montcada (sisè baró d'Entença) va morir sense descendència. El 1324, li concedí al seu fill l'infant Ramon Berenguer el comtat de Prades i la baronia d'Entença.

## Trobador
Ja des de la seva època a Sicília, era aficionat a la poesia, i a la seva cort aconseguí crear un cercle important de producció, amb la figura destacada de Jofre de Foixà que, segons diu, escrigué les Regles de trobar a instàncies del rei. També protegí Arnau de Vilanova i redactà lletres de recomanació a favor de Ramon Llull en els seus desplaçaments al nord d'Àfrica. Com a trobador, és autor d'una dansa religiosa, en què compara l'Església amb una nau que solca amb dificultats els perillosos corrents del món.
En l'article sobre danses, se'n pot trobar una del rei Jaume II, de temàtica moral i intencionalitat política.

## Títols i successors
- El 28 de juny del 1293: Jacobus Dei gratia rex Aragonum, Sicilie, Maioricarum, et Valencie, ac comes Barchinone[2]

- El 28 de juny del 1310: Sig+num Jacobi, Dei gratia regis Aragonum, Valencie, Sardinie et Corsice, ac comitis Barchinone[15]

- El 28 de març del 1317: Jacobus Dei gratia rex Aragonum, Valentie, Sardinie et Corcisse, comesque Barchinone ac sancte romane ecclesie vexillarius, ammiratus et capitaneus generalis[16]

- El 12 de febrer del 1324: Jacobus, Dei gratia rex Aragonum, Valentie, Sardinie et Corsice, comesque Barchinone ac sancte romane ecclesie vexillarius, ammiratus et capitaneus generalis[17]

Jaume el Just fou succeït el 1327 per Alfons el Benigne, el seu segon fill legítim, perquè Jaume d'Aragó i d'Anjou, el fill gran, renuncià a la successió, ja que volgué fer-se eclesiàstic i no consumar el matrimoni amb Elionor de Castella el 1319.
| Jaume el Just (Senyal Reial) (Armes del regne d'Aragó) Casa d'Aragó del llinatge del comte de Barcelona Naixement: València, 10 d'agost de 1267 Mort: Barcelona, 2 de novembre de 1327 | | |
| Títols | | |
| Precedit per: Pere II "el Gran" (pare) | Rei de Sicília Insular (Trinària) (Llista de reis de Sicília) (1285-1295)                                                                                                | — Territori perdut: — Cedit a la Santa Seu segons el Tractat d'Anagni (1295) — Beneficiari — Carles II de Nàpols                       |
| Precedit per: Alfons II "el Franc" (germà mort prematurament) (1291) | Rei de Mallorca (Llista de reis de Mallorca) (1291-1295) | — Territori perdut: — Cedit a la Santa Seu segons el Tractat d'Anagni (1295) — Beneficiari — Jaume II de Mallorca "el Prudent" (oncle) |
| Precedit per: Alfons II "el Franc" (germà mort prematurament) (1291) | Comte de Rosselló i Cerdanya (Llista de comtes de Rosselló) Comtat de Rosselló, Vallespir Comtat de Cerdanya, Comtat de Conflent (1291-1295)                             | — Territori perdut: — Cedit a la Santa Seu segons el Tractat d'Anagni (1295) — Beneficiari — Jaume II de Mallorca "el Prudent" (oncle) |
| Precedit per: Alfons II "el Franc" (germà mort prematurament) (1291) | Senyor de Montpeller i Omeladès (Llista de senyors de Montpeller) (1291-1295)                                                                                            | — Territori perdut: — Cedit a la Santa Seu segons el Tractat d'Anagni (1295) — Beneficiari — Jaume II de Mallorca "el Prudent" (oncle) |
| Precedit per: Alfons II "el Franc" (germà mort prematurament) (1291) | Rei d'Aragó (Llista de reis d'Aragó) Rei d'Aragó, Comte de Ribagorça, Comte de Sobrarb (1291-1327)                                                                       | Succeït per: Alfons III "el Beningne" (fill)                                                                                           |
| Precedit per: Alfons II "el Franc" (germà mort prematurament) (1291) | Rei de València (Llista de reis de València) (1291-1327) | Succeït per: Alfons III "el Beningne" (fill)                                                                                           |
| Precedit per: Alfons II "el Franc" (germà mort prematurament) (1291) | Comte de Barcelona (Llista de comtes de Barcelona) - Principatus - Comtat de Barcelona, Comtat de Girona, Comtat d'Osona, Comtat de Manresa, Comtat de Berga (1291-1327) | Succeït per: Alfons III "el Beningne" (fill)                                                                                           |
| — Nova creació: — (Regne de nova creació) (1297) Cedit per la Santa Seu per compensar les cessions en la Pau d'Anagni del Regne de Sicília i del Regne de Mallorca                     | Rei de Sardenya i Còrsega (Llista de reis de Sardenya) (1297-1327) | Succeït per: Alfons III "el Beningne" (fill)                                                                                           |
| — Nova creació: — (Regne de nova creació) (1297) Cedit per la Santa Seu per compensar les cessions en la Pau d'Anagni del Regne de Sicília i del Regne de Mallorca                     | Senyaler, Almirall i Capità General de l'Església de Roma (1295-1327) | Succeït per: (títol honorífic en desús)                                                                                                |